# 和水町立菊水小学校
和水町立菊水小学校（なごみちょうりつきくすいしょうがっこう）は、熊本県玉名郡和水町江田にある公立の小学校。
2020年（令和2年）4月に和水町立小学校4校の統合により開校。なお、旧菊水小学校の校地・校舎を継承している。

## 概要
歴史
2020年（令和2年）4月に以下の和水町立小学校4校が統合の上、創立。2025年（令和7年）に創立5周年を迎えた。
- 和水町立菊水中央小学校（北緯32度58分31.2秒 東経130度36分40.8秒 / 北緯32.975333度 東経130.611333度）
- 和水町立菊水西小学校（北緯33度00分02.4秒 東経130度36分10.8秒 / 北緯33.000667度 東経130.603000度）
- 和水町立菊水東小学校（北緯33度00分11.9秒 東経130度37分34.9秒 / 北緯33.003306度 東経130.626361度）
- 和水町立菊水南小学校（北緯32度57分59.1秒 東経130度37分47.1秒 / 北緯32.966417度 東経130.629750度）

校訓
「やさしく、かしこく、たくましく」
校章
中央に「小」の文字を配している。
校歌
作詞は松尾一敏、作曲は森るり子による。歌詞は3番まであり、各番の歌詞中に校名の「菊水小学校」が登場する。
通学区域
和水町のうち「内田、長小田、下久井原、上久井原、江栗、竈門、白石、北原、鴬原、中原、牧野、寺山、江光寺、中路、馬場、皆行原、浦谷、立石、大江田、藤田、前原、米渡尾、中央団地、久米野、岩尻、志口永、古閑、本村、前野、榎原、焼米、大屋、下津原東、下津原菰田、下津原中、下津原西、日平、用木、萩原、蜻浦」。中学校区は和水町立菊水中学校。
スクールバス
校区が広く、4台体制で運行している。

## 沿革
- 2020年（令和2年）4月1日 - 和水町立小学校4校（菊水中央・菊水西・菊水東・菊水南）が統合の上、「和水町立菊水小学校」（現校名）が開校。旧・菊水中央小の校地・校舎を継承。
- 2025年（令和7年）3月 - 体育館の空調設備設置工事が完了。

## 交通アクセス
最寄りのバス停留所
- 九州産交バス 「江光寺」停留所

最寄りの幹線道路
- 福岡県道・熊本県道3号大牟田植木線
- 九州縦貫自動車道（高速道路）「菊水IC」

## 周辺
- 江光寺公民館分館
- 和水町中央公民館
- 和水町役場 本庁
- 和水町立菊水中学校
- 玉名警察署 江田警察官駐在所
- 菊水郵便局
- 肥後銀行江田支店
- 江光寺跡
- 江田城跡